# 麥科勒姆峰
65°32′S 64°2′W / 65.533°S 64.033°W
麥科勒姆峰（McCollum Peak），是南極洲的山峰，位於葛拉漢地，處於沃山東南面4公里的比斯科奇灣以南，海拔高度735米，由讓-巴蒂斯特·夏古率領的法國探險隊繪入地圖，現時由南極條約體系管理。